# Euteleostomi
Euteleostomi è un clade dal notevole successo evolutivo che comprende più del 90% delle attuali specie di vertebrati, noti anche come anche come vertebrati ossei.
Entrambi i due grandi sottogruppi in cui si suddivide il clade hanno anch'essi un grande successo: gli Actinopterygii comprendono la maggior parte delle attuali specie di pesci, mentre i Sarcopterygii comprendono i tetrapodi. Questo clade viene talvolta chiamato Osteichthyes, ma siccome questo nome significa letteralmente "pesci ossei" e viene utilizzato già da molto tempo per indicare il gruppo parafiletico che esclude i tetrapodi, per sostituirlo è stato coniato il nome Euteleostomi.
In origine gli Euteleostomi possedevano tutti ossa endocondriali, pinne munite di lepidotrichi e mascelle costituite dall'osso mascellare, premascellare e dentale. Molti di questi caratteri, tuttavia, sono andati persi da allora; i lepidotrichi, ad esempio, mancano nei Tetrapodi e le ossa non sono presenti nei pesci condrostei.

## Classificazione
Gli Euteleostomi comprendono i seguenti sottogruppi:
Actinopterygii
- Actinopteri
  - Chondrostei
  - Neopterygii
- Polypteriformes
  - Polypteridae

Sarcopterygii
- Coelacanthimorpha
  - Coelacanthiformes
- Dipnoi
  - Ceratodontimorpha
- Tetrapodomorpha
  - Tetrapoda
    - Amniota
    - Amphibia